# Kodifikationsstreit
Der Kodifikationsstreit ist eine wissenschaftliche Kontroverse in der deutschen Rechtsgeschichte der Neuzeit. Sie wurde maßgeblich vom Heidelberger Zivilrechtsprofessor Anton Friedrich Justus Thibaut und seinem Berliner Gegenspieler Friedrich Carl von Savigny geführt.

Anlass war der von Thibaut erstmals 1814 artikulierte Wunsch nach Kodifikation und Vereinheitlichung des Rechts im deutschen Rechtskreis. Dazu veröffentlichte er die Schrift Über die Nothwendigkeit eines allgemeinen bürgerlichen Rechts für Deutschland, welche großes Aufsehen erregte und eine kontroverse Diskussion entfachte. Wenngleich er ein Gegner des Zentralstaates war, forderte er den Erlass eines einfach und verständlich gehaltenen, einheitlichen Zivilgesetzbuches für den gesamten deutschen Raum (damit die Deutschen „in ihren bürgerlichen Verhältnissen glücklich werden“). Umfasst werden sollte auch das Strafrecht und das Verfahrensrecht. Abgelöst werden sollte das Gemeine Recht des Alten Reichs, das in der deutlichen Mehrheit der Fälle zu einem Zurückgreifen auf das römische und das kanonische Recht zwang. Dessen Unvollständigkeit und Unzeitgemäßheit beanstandete er aber außerdem. Im Zusammenhang zum kanonischen Recht sprach er von einem „Haufen dunkler, verstümmelter Bestimmungen“, dem römischen Recht bescheinigte er den Bestand „jämmerlicher zerstückelter Fragmente“, „flüchtig gearbeitet“ als die römische Kultur im Untergang begriffen war, summarisch eine „dunkle Kompilation“ abgebe. Insbesondere beklagte er, dass weder Juristen noch das allgemeine Publikum Zugang dazu finde. Von einer aufgeklärten Kodifikation versprach er sich andererseits den Aufschwung einer nationalen Rechtswissenschaft und damit eine Bereicherung der juristischen Ausbildung. Für die Gesellschaft hoffte er auf eine Einheit in der Gleichheit. 
Obwohl die Publikation zunächst großen Anklang fand, verhinderte eine zusehends stärker werdende Gegenbewegung letzten Endes den Erfolg. Da sie auch politisch dem Wunsch nach einem einheitlichen deutschen Staatswesen zuzuordnen war und damit die Wünsche der Liberalen transportierte, waren natürliche Gegner die Machthaber mit ihrem Wunsch nach Konservation und Restauration. Hinzu kamen jene Liberale, die sich von Savigny umstimmen ließen. Dieser veröffentlichte noch im selben Jahr eine Gegenschrift mit dem Titel Vom Beruf unserer Zeit für Gesetzgebung und Rechtswissenschaft.
Darin brachte der Berliner Universitätslehrer seine ablehnende Haltung gegenüber einem statischen Rechtssystem zum Ausdruck. Seiner Ansicht nach nehme das Recht eine organische Entwicklung. Aufgabe der Rechtswissenschaft sei es daher, das im Volk entstandene Gewohnheitsrecht und dessen Mannigfaltigkeit aufzunehmen und danach die Reformierung des geltenden, zersplitterten Rechts voranzutreiben. Erst am Ende dieser Entwicklung sah Savigny eine Kodifikation als möglich an. Diese hätte sich aber dann stärker am römisch-rechtlichen Vorbild zu orientieren, als dies Thibaut vorsah. Mit seiner Absage an einen Code wollte Savigny  gegen dessen Tendenzen zur Gleichmacherei angehen und er wollte auch einem „unerleuchteten Bildungsbetrieb“ vorbeugen. Seiner Auffassung nach entstehe Recht nicht nur aus Gesetzen, sondern aus einem lebendigen Zusammenwirken von Wissenschaft, Rechtsprechung und Normaussage. Nur so ließe sich zudem Prozessökonomie betreiben.
Der Streit fiel in eine Zeit, in der die Ordnung des Alten Reichs bedroht erschien. Um die deutschen Gebiete herum, in denen das gemeine Recht galt, waren bereits Kodifikationen entstanden, wie das preußische Allgemeine Landrecht von 1794 für die nordöstlichen und partikularen westlichen Gebiete, der im Südwesten geltende Code civil von 1804 und das österreichische ABGB von 1811. Savigny erhielt – obgleich er die alte Ordnung selbst nicht zu retten vermochte – durch den Kodifikationsstreit den notwendigen Antrieb für die Begründung seiner Historischen Schule. Diese wandte sich von den natur- wie vernunftrechtlichen Entwicklungen ab und bereinigte das römische Recht um die regionalen Ergänzungen des usus modernus.

## Schriften
- Über die Nothwendigkeit eines allgemeinen bürgerlichen Rechts für Deutschland, Digitalisat
- Vom Beruf unserer Zeit für Gesetzgebung und Rechtswissenschaft, Digitalisat